# Liste der Erzbischöfe von Eger
Die folgenden Personen waren Bischöfe (bis 1804) und Erzbischöfe des Erzbistums Eger bzw. Erlau (Ungarn):
- Lukács Bánfi (um 1156)
- Lampert (1246–1275, zur Zeit Bélas IV.)
- Tamás Ludányi (2× 1421–1424)
- Dénes Szécsi (1438–1439)
- Simon Rozgonyi (1440–1444)
- László Héderváry (1447–1468)
- Ascagnio Sforza (bis 1468)
- Johann Beckensloer (1468–1472) (auch Erzbischof von Salzburg und Gran)
- Gabriel Rangone (Gábor Veronai) (1475–1486), Kardinal ab 1477 pro ille vice
- Orbán von Nagylúcse (1486–1491)
- Tamás Bakócz (1493–1497)
- Hyppolit Este (1497–1520) (früher Erzbischof von Esztergom)
- Giulio de’ Medici (1520–1523)
- László Szalkai (1522–1524)
- Pál Várdai (1524–1526) (später Erzbischof von Esztergom)
- Tamás Szalaházy (15??–153?)
- Ferenc Frangepan (1538–1543)
- Miklós Oláh (1548–1553)
- Ferenc Újlaky (1555–1560)
- Antonius Verantius (Antal Verancsics; Antun Vrančić) (1560–1573)
- István Radéczy (1573–1596)
- 1596 wird der Bischofssitz nach Kaschau verlegt
- István Szuhay (1598–1616) (auch Erzbischof von Kalocsa)
- Georg Lippay (1637–1642)
- Benedek Kisdy (1648–1660)
- Thomas (IV.) Pálffy (1667 - ~1670)
- György Fenessy (1686–1699)
- István Telekessy (1699–1714) (ab 1689 auch Bischof von Csanád)
- Gábor Erdődy (1715–1744)
- Ferenc Barkóczy (1744–1761)
- Karl Eszterházy (1762–1799)

## Erzbischöfe
- Ferenc Fuchs (1804–1807) (erster Erzbischof)
- István Fischer de Nagy (1807–1822)
- vakant (1822–1827)
- Johann Ladislaus Pyrker (János László Pyrker) (1826 – 2. Dezember 1847) (ab 1819 auch Bischof von Zips und Patriarch von Venedig)
- József Lonovics (1847–1849)
- Béla Bartakovics (1850–1873)
- József Samassa (25. Juli 1873 – 20. August 1912)
- Lajos Szmrecsányi (20. Oktober 1912 – 1943)
- Gyula Czapik (7. Mai 1943 – 25. April 1956)
- Pál Brezanóczy (1959 – 11. Februar 1972)
- József Bánk (2. Februar 1974 – 2. März 1978) (auch Erzbischof von Vác)
- László Kádár, O. Cist. (2. März 1978 – 20. Dezember 1986)
- István Seregély (5. Juni 1987 – 15. März 2007)
- Csaba Ternyák (seit 15. März 2007)